# Palmer (Illinois)
Palmer – wieś w Stanach Zjednoczonych, w stanie Illinois, w hrabstwie Christian.